# Phoradendron serotinum
Phoradendron serotinum là một loài thực vật có hoa trong họ Santalaceae. Loài này được (Raf.) M.C. Johnst. miêu tả khoa học đầu tiên năm 1957.